# Arizela tensata
Arizela tensata är en fjärilsart som beskrevs av Felder 1874. Arizela tensata ingår i släktet Arizela och familjen mätare. Inga underarter finns listade i Catalogue of Life.